# Polycarpaea incana
Polycarpaea incana är en nejlikväxtart som beskrevs av I.D. Cowie. Polycarpaea incana ingår i släktet Polycarpaea och familjen nejlikväxter. Inga underarter finns listade i Catalogue of Life.